# Anisodera sculpticollis
Anisodera sculpticollis es un coleóptero de la familia Chrysomelidae.
Fue descrita científicamente por primera vez en 1910 por Gestro.